# Most Marca Pola

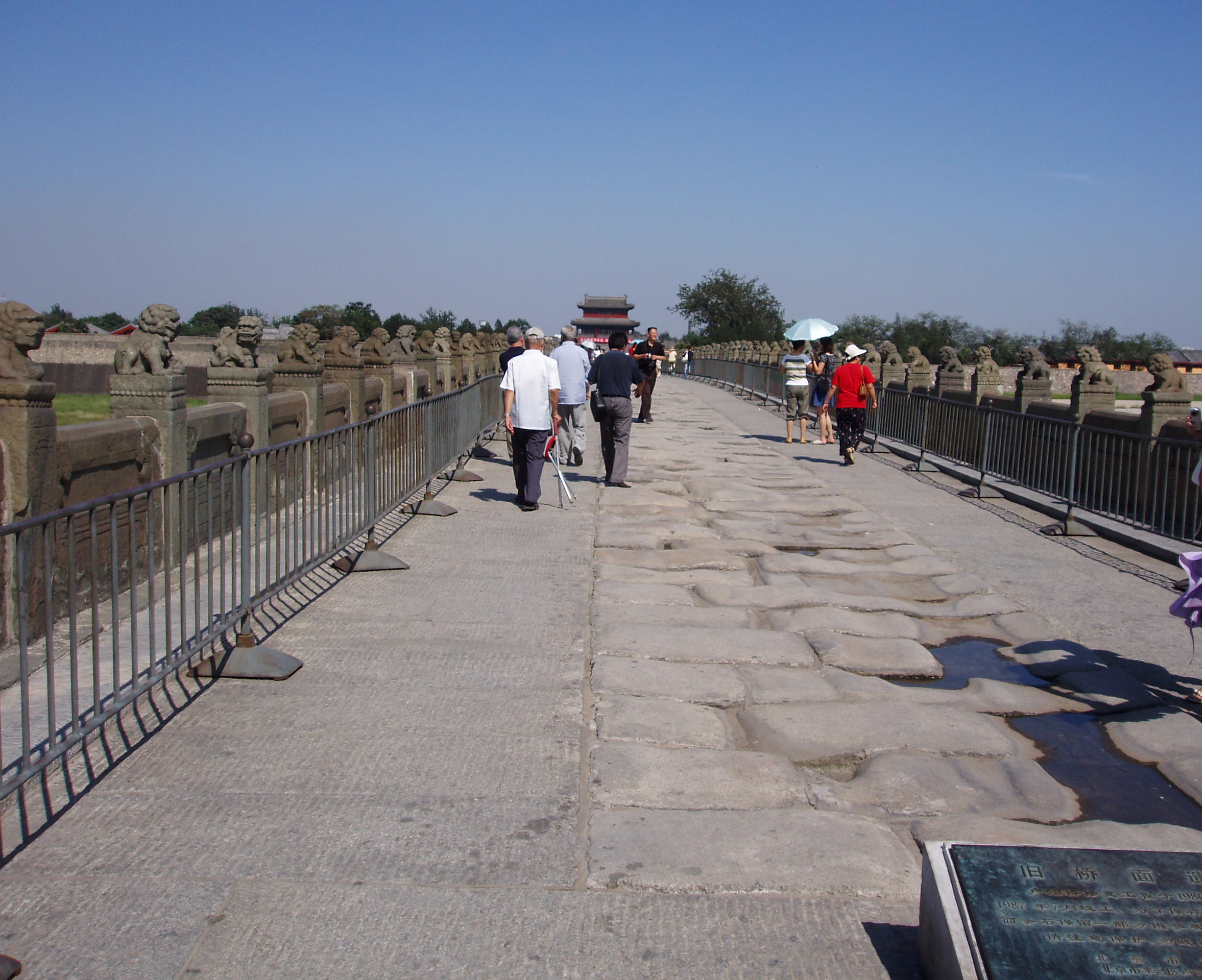
Most Marca Pola

Most Marca Pola (čínsky v českém přepisu Lu-kou Čchiao, pchin-jinem Lúgōu Qiáo, znaky zjednodušené 卢沟桥, tradiční 盧溝橋) je historický most v Pekingu, hlavním městě Čínské lidové republiky. Nachází se zhruba 15 kilometrů jihozápadně od historického centra v dnešním obvodě Feng-tchaj a vede přes řeku Jung-ting-che (významný přítok Chaj-che), která je ovšem často v těchto místech vyschlá kvůli umělému převedení vody pryč.
Most je ze žuly, jeho délka je 266,5 metru, šířka 9,3 metru a má 11 oblouků. Na východní straně mostu je pevnost Wan-pching.

## Dějiny
Původní most zde přikázal postavit už v roce 1189 císař Š’-cung z říše Ťin, ale byl dokončen až za jeho následníka, císaře Čang-cunga, v roce 1192. V třináctém století jej popsal benátský cestoval Marco Polo, díky kterému se o mostu dozvěděla Evropa, ve které byl pak znám jako most Marca Pola.
Původní most byl poničen rozvodněnou Jung-ting-che a v roce 1698 jej nechal rekonstruovat císař Kchang-si z dynastie Čching.
Ve dvacátém století došlo na mostě Marca Pola k incidentu, který započal druhou čínsko-japonskou válku.